# River Alt
River Alt är ett vattendrag i Storbritannien.   Det ligger i distriktet Knowsley i Merseyside i riksdelen England, i den centrala delen av landet, 280 km nordväst om huvudstaden London.